# 미로면
미로면(未老面)은 대한민국 강원특별자치도 삼척시의 면이다.

## 개요
미로면은 삼척시 서쪽에 위치하고 두타산을 경계로 서쪽은 하장면, 남쪽은 신기면과 경계를 이루고 있으며 삼척의 젖줄인 오십천을 끼고 있는 이원재의고장이다.
조선왕조 창업의 전설을 간직한 준경묘와 영경묘가 위치해 있으며, 고려시대 동안거사 이승휴의 《제왕운기》를 저술한 곳으로 전해지는 천은사가 자리잡고 있고, 천은사 뒤편으로는 기암괴석의 쉰움산이 우뚝 솟아 있으며, 서부에는 두타산이 있다.

## 연혁
- 1631년 인조 9년 삼척 도호부 미로면(眉老面)
- 1738년 현종 원년 삼척 도호부 미로면(未老面)
- 1895년 고종 32년 삼척군 미로면으로 변경
- 1995년 1월 1일 삼척시·군 통합으로 삼척시 미로면

## 법정리
- 고천리 古川里
- 내미로리 內未老里
- 동산리 東山里
- 삼거리 三巨里
- 사둔리 士屯里
- 무사리 武士里
- 하거노리 下巨老里
- 하사전리 下士田里
- 상거노리 上巨老里
- 상사전리 上士田里
- 하정리 下鼎里
- 상정리 上鼎里
- 천기리 川基里
- 활기리 活耆里

## 교육
- 미로초등학교 (하거노리)
  - 고천분교 (폐교) - 미로면 고내로 138-19 (고천리)
  - 천기분교 (폐교) - 미로면 상정길 85-7 (상정리)
  - 활기분교 (폐교) - 미로면 준경길 530 (활기리)
  - 상사전분교 (폐교) - 미로면 영경로 462 (상사전리)
  - 동산분교 (폐교) - 미로면 동산길 347-10 (동산리)
  - 두타분교 (폐교) - 미로면 동안로 540 (내미로리)
- 미로중학교 (하거노리)

## 관광
- 두타산 (1,353m)
- 쉰움산
- 구룡골, 대방골, 연추골, 큰골
- 준벽산과 적병산
- 마룡 폭포
- 준경묘

## 특산물
- 콩
- 한우